# Rostrocythere
Rostrocythere is een geslacht van kreeftachtigen uit de klasse van de Ostracoda (mosselkreeftjes).

## Soorten
- Rostrocythere hastata (Bonaduce, Masoli, Pugliese & McKenzie, 1980) Schornikov, 1981
- Rostrocythere rostrata Schornikov, 1981